# 日常の絶景
『日常の絶景』（にちじょうのぜっけい）は、2023年9月20日（19日深夜）から10月4日（3日深夜）まで、テレビ東京系列の「ドラマチューズ!」枠にて放送されたテレビドラマ。主演は伊藤万理華。
八馬智の著書『日常の絶景 知ってる街の、知らない見方』（学芸出版社）を原案に、タイプの異なる2人の女性が「日常の絶景」を一緒にめぐることで、距離を縮めながらその風景に癒される姿を描く「街歩きドラマ」。

## キャスト

### 主要人物
町村景
演 - 伊藤万理華
キャンプ商品メーカーの総務部。真面目に働き、「日常の絶景」めぐりが趣味。
想田ひとみ
演 - 石山蓮華
町村の同僚。企画部のエース。

### 周辺人物
小林立夫
演 - 伊島空
総務部。町村の同僚。
水沢
演 - 永滝元太郎
総務部。町村の上司。
平良
演 - カトウシンスケ
企画部。想田の上司。

### ゲスト

#### 第1話
上半身裸の男
演 - 八木光太郎

#### 第2話
経理部の宮田
演 - 板垣雄亮

汗だくの男
演 - 名倉右喬

#### 最終話
特撮オタクA
演 - 高嶋宏一郎

特撮オタクB
演 - 中村敦

## スタッフ
- 原案 - 八馬智『日常の絶景』（学芸出版社刊）[1]
- 脚本 - 堀雅人[1]
- 監督 - 杉岡知哉、津野励木[1]
- エンディングテーマ - 浦小雪「ロングロングハイウェイ」（SKID ZERO）[5]
- 音楽 - 遠藤浩二
- プロデューサー - 太田凌介（テレビ東京）、向井達矢（ラインバック）、山村淳史（T-REX FILM）[1]
- 制作協力 - T-REX FILM[1]
- 制作 - テレビ東京、ラインバック[1]
- 製作著作 - 「日常の絶景」製作委員会[1]

## 放送日程
| 各話            | 放送日   | サブタイトル               | 監督     |
| --------------- | -------- | -------------------------- | -------- |
| 第1話           | 09月20日 | お台場のガントリークレーン | 杉岡知哉 |
| 第2話           | 09月27日 | 勝浦の砂防                 | 津野励木 |
| 第3話（最終回） | 10月04日 | 奥秩父の滝沢ダム           | 津野励木 |

## 書誌情報
- 八馬智『日常の絶景 知ってる街の、知らない見方』 学芸出版社、2021年12月15日初版発行[7]（同月11日発売）、ISBN 978-4-761-52800-3

## 放送局
| 放送期間                | 放送時間                     | 放送局         | 対象地域       | 備考   |
| ----------------------- | ---------------------------- | -------------- | -------------- | ------ |
| 2023年9月20日 - 10月4日 | 水曜 0:30 - 1:00（火曜深夜） | テレビ東京     | 関東広域圏     | 製作局 |
|                         |                              | テレビ愛知     | 愛知県         |        |
|                         |                              | テレビせとうち | 岡山県・香川県 |        |
|                         |                              | テレビ北海道   | 北海道         |        |
|                         |                              | TVQ九州放送    | 福岡県         |        |

## ネット配信
| 配信開始月 | 配信サイト         | 配信料金     | 備考                     |
| ---------- | ------------------ | ------------ | ------------------------ |
| 2023年9月  | ネットもテレ東     | 広告付き無料 | 見逃し配信               |
| 2023年9月  | TVer               | 広告付き無料 | 見逃し配信               |
| 2023年9月  | U-NEXT             | 定額制有料   | 各話放送終了直後から配信 |
| 2023年9月  | Amazon Prime Video | 定額制有料   | 各話放送終了直後から配信 |